# 기타칸라군

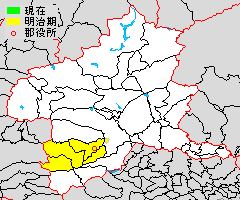
군마현 기타칸라군의 범위

기타칸라군(北甘楽郡)은 일본 군마현에 있던 군이다.

## 군역
1878년 행정 구역으로 발족 당시의 군역은 현재이 행정 구역으로 대체로 아래 구역에 해당한다.
- 다카사키시의 일부
- 도미오카시
- 안나카시의 일부
- 간라군 시모니타정
- 간라군 간라정
- 간라군 난모쿠촌

## 역사
- 1878년 12월 7일 - 군구정촌 편제법이 군마현에서 시행되면서, 간라군의 5정 92촌 구역으로 행정 구역으로서의 기타칸라군이 발족.

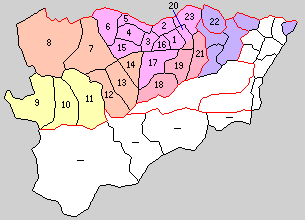
1.도미오카정 2.구로이와촌 3.이치노미야정 4.뉴촌 5.다카타촌 6.묘기정 7.사카마키촌 8.사이모쿠촌 9.오자와촌 10.쓰키가타촌 11.이와도촌 12.아오쿠라촌 13.시모니타정 14.마야마촌 15.요시다촌 16.다카세촌 17.누카베촌 18.아키하타촌 19.오바타촌 20.후쿠시마정 21.니야촌 22.이와다이라촌 23.오노촌 (보라:다카사키시 분홍:도미오카시 빨강:간라정 등색:시모니타정 노랑:난모쿠촌 -는 미나미칸라군)

- 1889년 4월 1일 - 정촌제 시행으로, 아래의 정촌이 발족.(5정 18촌)
  - 도미오카정(富岡町), 구로이와촌(黒岩村), 이치노미야정(一ノ宮町), 뉴촌(丹生村), 다카타촌(高田村), 묘기정(妙義町): 현 도미오카시
  - 사카마키촌(坂牧村), 사이모쿠촌(西牧村): 현 긴라군 시모니타정
  - 오자와촌(尾沢村), 쓰키가타촌(月形村), 이와도촌(磐戸村): 현 긴라군 난모쿠촌
  - 아오쿠라촌(青倉村), 시모니타정(下仁田町), 마야마촌(馬山村): 현 긴라군 시모니타정
  - 요시다촌(吉田村), 다카세촌(高瀬村), 누카베촌(額部村): 현 도미오카시
  - 아키하타촌(秋畑村), 오바타촌(小幡村): 현 긴라군 간라정
  - 후쿠시마정(福島町): 현 도미오카시
  - 니야촌(新屋村): 현 긴라군 간라정
  - 이와다이라촌(岩平村): 현 다카사키시
  - 오노촌(小野村): 현 도미오카시
  - 일부는 우스이군 사카모토정의 일부가 됨.
- 1890년 3월 1일 - 사카마키촌이 개치하여 오사카촌(小坂村)이 됨.(5정 18촌)
- 1925년 5월 10일 - 오바타촌이 정제 시행으로 오바타정(小幡町)이 됨.(6정 17촌)
- 1950년 4월 1일 - 간라군(甘楽郡)(제2차)으로 개칭.

## 참고 문헌
- 《가도카와 일본 지명 대사전》 편집위원회, 편집. (1988년 6월 1일). 《가도카와 일본 지명 대사전》. 10 군마현. 가도카와 쇼텐. ISBN 4040011007.

## 같이 보기
- 간라군
- 미나미칸라군